# Реггі Лі
Реггі Вальдес (англ. Reggie Valdez, нар. 4 жовтня 1975, Кесон-Сіті, Філіппіни) — американський актор китайського походження, більш відомий як Реггі Лі (англ. Reggie Lee). Лі зіграв Білла Кіма в телесеріалі «Втеча з в'язниці», з'явився в ролі Тай Хуанга в двох частинах саги «Пірати Карибського моря», а також в «Форсажі». У 2011—2017 роках грав постійну роль в серіалі NBC «Грімм».

## Біографія
Реггі Лі народився в Кесон-Сіті, Філіппіни та був старшим з трьох синів. Лі вільно володіє англійською, а також говорить на тагальській. Будучи дитиною, він разом з сім'єю переїхав до Парму і Стронгсвілль, штат Огайо, де Реджі закінчив Падуї, францисканську середню школу. У 1990-х роках Лі переїхав в Нью-Йорк, а потім в Лос-Анджелес, тільки щоб знову вирушити в тур на національному рівні в мюзиклах «Співаючі серцем», «Міс Сайгон» і оригінальному мюзиклі, володаря премії Тоні, «Карусель». У 1997 році він отримав премію Dramalogue за свою гру в п'єсах «FOB» і «Східно-західні гравці». Лі також грав головну роль в «Підніми тигра на гору».
Після ролі холоднокровного вбивці Ленса Нгуєна, що носить зміїну шкіру і їздить на мотоциклі в фільмі «Форсаж», Лі також з'явився як Тай Хуанг в диснеївському фільмі «Пірати Карибського моря: На краю Світу». Він зіграв спеціального агента секретної служби Білла Кіма в тюремній драмі каналу Fox «Втеча з в'язниці». Він описує свого персонажа, як «дивно складного і хитрого». Також Лі з'явився в незалежному фільмі «Шанс китайця» з Тімоті Боттомс, Денні Трехо, Терезою Расселл і Ернест Боргнайн. Сам Лі каже, що «це важлива історія, яка безумовно повинна бути розказана».
Тривалий час грав роль сержанта Дрю Ву в телесеріалі «Грімм».

## Фільмографія
| Рік     | Назва українською                      | Назва англійською                            | Роль                                                 | Примітки        |
| ------- | -------------------------------------- | -------------------------------------------- | ---------------------------------------------------- | --------------- |
| 2022    | Лінкольн для адвоката                  | The Lincoln Lawyer                           | Angelo Soto                                          |                 |
| 2022    | Закон і порядок: Спеціальний корпус    | Law and Order: Special Victims Unit          | Paul Lee                                             |                 |
| 2021    | Новобранець                            | The Rookie                                   | Mike Weston                                          |                 |
| 2021    |                                        | Sweet Girl                                   | Dr. Wu                                               |                 |
| 2019    |                                        | Disappearance                                | Detective Park                                       |                 |
| 2019    |                                        | All Rise                                     | Thomas Choi                                          |                 |
| 2018    | Труднощі асиміляції                    | Fresh Off the Boat                           | Julius                                               |                 |
| 2018    | Морська поліція: Новий Орлеан          | NCIS: New Orleans                            | Special Agent Steven Thompson                        |                 |
| 2018    |                                        | LA to Vegas                                  | Lewis                                                |                 |
| 2017    | Бруклін 9-9                            | Brooklyn Nine-Nine                           | Dr. Ronald Yee                                       |                 |
| 2017    | Гаваї 5.0                              | Hawaii Five-0                                | Joey Kang                                            |                 |
| 2012    | Темний лицар повертається              | The Dark Knight Rises                        | Росс                                                 |                 |
| 2012    | Товстун на рингу                       | Here Comes the Boom                          | Пан Де Ла Круз                                       |                 |
| 2012    | Захисник                               | Safe                                         | Кван Чанг                                            |                 |
| 2011    | Білий комірець                         | White Collar                                 | Ambassador Kyi                                       |                 |
| 2011-17 | Грімм                                  | Grimm                                        | Сержант Дрю Ву                                       | Постійна роль   |
| 2011    | Це безглузде кохання                   | Crazy, Stupid, Love                          | Агент Хуанг                                          |                 |
| 2010    | Американський тато!                    | American Dad!                                | Hideki Yoshida (voice)                               |                 |
| 2010    | Невідомі особи                         | Persons Unknown                              | Том                                                  |                 |
| 2010    | Життя як воно є                        | Life as We Know It                           | Алан Берк                                            |                 |
| 2010-11 | Незвичайна сімейка                     | No Ordinary Family                           | Доктор Френсіс Чайлс                                 |                 |
| 2009    | Затягни мене до пекла                  | Drag Me to Hell                              | Стю Рабін                                            |                 |
| 2009    | Зоряний шлях                           | Star Trek                                    | Тест-адміністратор Кобаяші Мару                      |                 |
| 2008    | Грім у тропіках                        | Tropic Thunder                               | Бьенг                                                |                 |
| 2007    | Пірати Карибського моря: На краю Світу | Pirates of the Caribbean: At World's End     | Тай Хуанг                                            |                 |
| 2007    | Шанс китайця                           | Chinaman's Chance                            | Сінг                                                 |                 |
| 2006-07 | Втеча з в'язниці                       | Prison Break                                 | Спеціальний агент секретної служби Вільям «Білл» Кім | 16 епізодів     |
| 2006    | Пірати Карибського моря: Скриня мерця  | Pirates of the Caribbean: Dead Man's Chest   | безголовий                                           |                 |
| 2006    | Крадеться в ночі                       | Night Stalker                                | Стенлі Кім                                           | 1 епізод        |
| 2006    |                                        | Dimples                                      | Доктор Росс Хаммер                                   |                 |
| 2005    |                                        | Amateur                                      | Рон Харпер                                           |                 |
| 2005    | Сліпе правосуддя                       | Blind Justice                                | Дон Юн                                               | 1 епізод        |
| 2004    | Риба Франкенштейна                     | Frankenfish                                  | Антон                                                | (ТВ)            |
| 2004    |                                        | Coming In                                    | Дьюк                                                 |                 |
| 2003    |                                        | Luis                                         | Зинг Зенг                                            | кілька епізодів |
| 2003    |                                        | Net Games                                    | Лоуренс                                              |                 |
| 2003    | Шоу століття                           | Masked and Anonymous                         | Озброєний чоловік                                    |                 |
| 2001-03 | Жіноча бригада                         | The Division                                 | Офіцер Джим Ченг                                     | 4 епізоду       |
| 2002    | Як заробити 20 мільйонів доларів       | The First $ 20 Million Is Always the Hardest | сьют                                                 |                 |
| 2002    | Сильні ліки                            | Strong Medicine                              | Доктор Накаш                                         | 1 епізод        |
| 2002    |                                        | Reality School                               | студент                                              |                 |
| 2002    | Чорна діра                             | Black Hole                                   | Джастін                                              |                 |
| 2001-02 | Справедлива Емі                        | Judging Amy                                  | Доктор Олівер Лі                                     | 2 епізоду       |
| 2001-02 | Філадельфія                            | Philly                                       | Брайан Чин                                           | 2 епізоду       |
| 2001    |                                        | The Parlor                                   | Слеппі Сью                                           | 1 епізод        |
| 2001    | Шоу Еллен                              | The Ellen Show                               | Кван                                                 | 1 епізод        |
| 2001    | Форсаж                                 | The Fast and the Furious                     | Ленс Нгуен                                           |                 |
| 2001    | Максимальний екстрим                   | XCU: Extreme Close Up                        | Нуе Фан                                              |                 |
| 2000    | дрейф                                  | Drift                                        | Райан                                                | (Ті Ер Лі)      |
| 2000    | Чиказька надія                         | Chicago Hope                                 | Сем                                                  | 1 епізод        |
| 2000    | Вокер, техаський рейнджер              | Walker, Texas Ranger                         | Чен                                                  | 1 епізод        |
| 2000    | Пляжний психоз                         | Psycho Beach Party                           | танцюрист                                            |                 |
| 2000    |                                        | Southstreet Lullaby                          | Малер грітер                                         | 1 епізод        |
| 1999    | Сини грому                             | Sons of Thunder                              | Поганий хлопець                                      | 1 епізод        |
| 1999    | Дві пари                               | Two of a Kind                                | Офіціант                                             | 1 епізод        |
| 1999    | The Big Blind                          |                                              |                                                      |                 |
| 1997    | Беверлі-Хіллз, 90210                   | Beverly Hills, 90210                         | Річард                                               | 1 епізод        |
| 1997    | Сім днів                               | Seven Days                                   | Дункан                                               | 1 епізод        |
| 1997    | Без розуму від тебе                    | Mad About You                                | Помічник садівника                                   | 1 епізод        |
| 1997    | Бухта Гіперіон                         | Hyperion Bay                                 | Життя-на-піці                                        | 1 епізод        |
| 1997    | Сестра, сестра                         | Sister, Sister                               | Лоусон Хікс                                          | 1 епізод        |
| 1997    | Швидка допомога                        | ER                                           | Крістіан                                             | 1 епізод        |
| 1997    | Брати Уейенс                           | The Wayans Bros.                             | Репортер # 2                                         | 1 епізод        |
| 1997    | Вавилон-5                              | Babylon 5                                    | Чен Хікару                                           | 1 епізод        |
| 1997    | Подорож Еллана Стрейнжа                | The Journey of Allen Strange                 | Зеро                                                 | кілька епізодів |
| 1997    |                                        | Moloney                                      | Рамон                                                | 1 епізод        |
| 1997    |                                        | Dangerous Minds                              | студент                                              | 1 епізод        |
| 1996    | Діагноз: вбивство                      | Diagnosis: Murder                            | Кім Хо                                               | 1 епізод        |